# Маврикий (светец)
Свети Маврикий от град Тива в Древен Египет, загинал през 290 г., светец и мъченик на християнската църква. Ден на памет – 22 февруари в православието и 22 септември в католицизма.
Свети Маврикий, според легендата, e предводител на Тиванския легион, състоящ се от християни, който е изпратен от Тива в Галия в помощ на император Максимиан. След отказа да вземе участие в наказанието на едноверци от числото на местното население, Тиванският легион е децимиран (екзекутиран е всеки десети по жребий). След повторния отказ е децимиран отново, а останалите живи 6600 войници са екзекутирани по заповед на Максимиан.
Маврикий е причислен през IV век от Църквата към светците.

## Легенда
Първото споменаване на свети Маврикий се среща в ръкописите от VI – VII век. Дълго време тази легенда е смятана за исторически факт, обаче като започва времето на Реформацията, става предмет на спорове.
Според средновековната легенда Маврикий е един от притежателите на Копието на Съдбата.
В изкуството св. Маврикий традиционно се изобразява като чернокож (името му е със същия корен като думата „мавър“), но за неговата раса изследователите нямат еднозначно мнение.
В чест на свети Маврикий е кръстен астероид (745) Мавриций, открит през 1913 година.

## Покровител
Маврикий е покровител на рицарите (от XII век), а по-късно и на бояджиите.